# Philothermus stephani
Philothermus stephani là một loài bọ cánh cứng trong họ Cerylonidae. Loài này được Gimmel & Slipinski miêu tả khoa học năm 2007.